# Congress of Industrial Organizations
Congress of Industrial Organizations, förkortat CIO, var USA:s näst största fackliga centralorganisation och existerade 1935 till 1955. Den slogs därefter samman med American Federation of Labour (AFL) vilket bildade organisationen AFL-CIO.